# Agnes Pihlava
Agnes Pihlava, pseudonimo di Agnieszka Ćwiklińska (Leszno, 19 marzo 1980), è una cantante polacca naturalizzata finlandese.

## Biografia
Nata in Polonia, Agnes Pihlava è arrivata in Finlandia nel 2003 e si è trasferita a Hartola con suo marito Markku Pihlava, da cui ha preso il cognome. È salita alla ribalta nel 2005 con la sua partecipazione alla seconda edizione del talent show Idols, dove si è piazzata 4ª.
In seguito alla competizione, ha firmato un contratto discografico con la Sony BMG, su cui ha pubblicato nell'agosto del 2006 il suo singolo di debutto, I Thought We Were Lovers, che ha raggiunto la 2ª posizione della Suomen virallinen lista. Il mese successivo è uscito l'album When the Night Falls, contenente canzoni scritte per lei da Mr. Lordi (Danger in Love), Joey Tempest (Change) e Tony Kakko (Closed the Gates). L'album ha debuttato all'8ª posizione nella classifica nazionale. Il suo secondo disco, Redemption, è uscito nel 2009.

## Discografia

### Album
- 2006 – When the Night Falls
- 2009 – Redemption

### Singoli
- 2006 – I Thought We Were Lovers
- 2006 – Danger in Love
- 2007 – Change
- 2009 – This Moment
- 2009 – For Your Redemption